# Grote Prijs Raf Jonckheere 1951
De 1e editie van de Belgische wielerwedstrijd Grote Prijs Raf Jonckheere, ingericht door de Wielerclub "De Wellevende Sportvrienden" uit Westrozebeke, werd verreden op 23 juli 1951. De start en finish vonden plaats in Westrozebeke. De winnaar was Florent Rondelé, gevolgd door Julien Van Dycke en Arthur Mommerency.

## Wedstrijdverloop
50 deelnemers stonden aan de start van deze lokale wedstrijd over 175 km. 
Als gevolg van een stuk onverharde weg in de 10 lokale ronden werd de wedstrijd gekenmerkt en uiteindelijk ook beïnvloed door de vele lekke banden. Op het einde was sprake van een berg platte tubes. De Roeselaarse renner Jeroom Renier ging meermaals in de aanval maar werd ook het slachtoffer van een lekke tube. De plaatselijke favoriet Raf Jonckheere reed tweemaal lek en moest opgeven. Uiteindelijk kwam Florent Rondelé als winnaar uit de materiaalslag.

## Uitslag
| Grote Prijs Raf Jonckheere 1951 |                   |                 |      |
| Plaats                          | Naam              | Ploeg           | Tijd |
| Winnaar                         | Florent Rondelé   | Devos Sport     |      |
| 2                               | Julien Van Dycke  | Dilecta-Wolber  |      |
| 3                               | Arthur Mommerency | Starnord-Wolber |      |

1951 · 1952 · 1953 · 1954 · 1955 · 1956 · 1957 · 1958 · 1959 · 1960 · 1961 · 1962 · 1963 · 1964 · 1965 · 1966 · 1967 · 1968 · 1969 · 1970 · 1971 · 1972 · 1973 · 1974 · 1975 · 1976 · 1977 · 1978 · 1979 · 1980 · 1981 · 1982 · 1983 · 1984 · 1985 · 1986 · 1987 · 1988 · 1989 · 1990 · 1991 · 1992 · 1993 · 1994 · 1995 · 1996 · 1997 · 1998 · 1999 · 2000 · 2001 · 2002 · 2003 · 2004 · 2005 · 2006 · 2007 · 2008 · 2009 · 2010 · 2011 · 2012 · 2013 · 2014 · 2015 · 2016 · 2017 · 2018 · 2019 · 2020 · 2021 · 2022